# Aéroport de Vân Đồn
L'aéroport international de Vân Đồn (vietnamien : Sân bay quốc tế Vân Đồn) est un aéroport en construction dans le district de Vân Đồn, province de Quảng Ninh, Viêt Nam, proche du site Patrimoine mondial de la baie d'Along. L'aéroport est situé à environ 50 km de Hạ Long et 20 km de Cẩm Phả. 

## Situation
| Vân Đồn (2018) Thọ Xuân Chu Lai Liên Khuong Đà Nẵng Hải Phòng Cat Bi Hanoï Saïgon Nha Trang Phú Quốc Vinh Buôn Ma Thuôt Cà Mau Côn Đảo Đồng Hới Pleiku Phù Cát Phú Bài Rach Gia Nà Sản Đông Tác Vũng Tàu Cần Thơ Diên Biên Phu Quảng Trị |

## Origine
La construction de l'aéroport a débuté en 2015. Le projet en phase 3 dispose d'un budget total estimé à 7,5 trillions de dongs (330 millions US$). À terme, l'aéroport devrait avoir une capacité annuelle de 2 millions de passagers et 4 tabliers capable de gérer d'Airbus A321 d'Airbus et de Boeing 777. L'aéroport de la dernière phase, en 2030, prévoit une augmentation de plus de 3 tabliers et de l'agrandissement du terminal de passagers capable de gérer 5 millions de passagers par an.
L'aéroport est le premier aéroport au Vietnam, préparé en vertu d'une construction–exploitation–transfert format avec sa période de récupération devrait être de 45 ans.

## Compagnies et destinations
| Compagnies       | Destinations                                                     |
| ---------------- | ---------------------------------------------------------------- |
| Bamboo Airways   | Hô Chi Minh Ville (Tân Sơn Nhất)                                 |
| Donghai Airlines | Shenzhen-Bao'an                                                  |
| Qingdao Airlines | Charter: Changsha                                                |
| Vietnam Airlines | Đà Nẵng, Hô Chi Minh Ville (Tân Sơn Nhất) Charter: Séoul-Incheon |
| Vietjet Air      | Hô Chi Minh Ville (Tân Sơn Nhất)                                 |

Édité le 12/02/2020